# Velika Gora (Szentivánzelina)
 Velika Gora  falu Horvátországban Zágráb megyében. Közigazgatásilag Szentivánzelinához tartozik.

## Fekvése
Zágrábtól 23 km-re északkeletre, községközpontjától  4 km-re nyugatra, a Medvednica-hegység keleti lejtőin fekszik.

## Története
A falunak 1857-ben 235,  1910-ben 202 lakosa volt. Trianonig Zágráb vármegye Szentivánzelinai járásához tartozott. 2001-ben 81 lakosa volt.

## Lakosság
| Lakosság változása | Lakosság változása | Lakosság változása | Lakosság változása | Lakosság változása | Lakosság változása | Lakosság változása | Lakosság változása | Lakosság változása | Lakosság változása | Lakosság változása | Lakosság változása | Lakosság változása | Lakosság változása | Lakosság változása |
| ------------------ | ------------------ | ------------------ | ------------------ | ------------------ | ------------------ | ------------------ | ------------------ | ------------------ | ------------------ | ------------------ | ------------------ | ------------------ | ------------------ | ------------------ |
| 1857               | 1869               | 1880               | 1890               | 1900               | 1910               | 1921               | 1931               | 1948               | 1953               | 1961               | 1971               | 1981               | 1991               | 2001               |
| 235                | 265                | 292                | 347                | 168                | 202                | 218                | 214                | 211                | 213                | 193                | 180                | 149                | 127                | 81                 |

## Külső hivatkozások
Szentivánzelina község hivatalos oldala